# Festival Internacional de Cine de Venecia de 1951
La 12ª Mostra de Venecia se celebró del 20 de agosto al 10 de septiembre de 1951.

## Jurado
Internacional
- Mario Gromo[2]
- Antonio Baldini
- Ermanno Contini
- Fabrizio Dentice
- Piero Gadda Conti
- Vinicio Marinucci
- Gian Gaspare Napolitano
- Gian Luigi Rondi
- Giorgio Vigolo

Mostra del Film per Ragazzi
- Pia Colini Lombardi (Presidente)
- Agostino Ghilardi
- Leo Lunders
- Luigi Motta
- Pasquale Ojetti
- Umberto Onorato

Giuria della Mostra del Film Documentario
- Giuseppe Alberti (Presidente)
- Gaetano Carancini
- Ermanno Contini
- Libero Innamorati
- Emilio Lavagnino
- Franco Monticelli
- Bruno Saetti
- Vittorio Sala

## Películas

### Sección oficial
Las películas siguientes se presentaron en la sección oficial:
| Título en español                   | Título original               | Director(es)                                    | País         |
| ----------------------------------- | ----------------------------- | ----------------------------------------------- | ------------ |
| Alicia en el país de las maravillas | Alice in Wonderland           | Clyde Geronimi, Wilfred Jackson, Hamilton Luske | EE. UU.      |
| El gran carnaval                    | Ace in the Hole               | Billy Wilder                                    | EE. UU.      |
| Sangre negra                        | Sangre negra                  | Pierre Chenal                                   | Argentina    |
| Cafe Paradis                        | Cafe Paradis                  | Bodil Ipsen, Lau Lauritzen                      | Dinamarca    |
| Barba Azul                          | Barbe-Bleue                   | Christian-Jaque                                 | Francia      |
| Lockende Gefahr                     | Lockende Gefahr               | Eugen York                                      | RFA          |
| Le garçon sauvage                   | Le garçon sauvage             | Jean Delannoy                                   | Francia      |
| La corona negra                     | La corona negra               | Luis Saslavsky                                  | España       |
| La ciudad se defiende               | La città si difende           | Pietro Germi                                    | Italia       |
| Rashomon                            | 羅生門 (Rashōmon)             | Akira Kurosawa                                  | Japón        |
| Decak Mita                          | Decak Mita                    | Rados Novakovic                                 | Yugoslavia   |
| El hombre perdido                   | Der Verlorene                 | Peter Lorre                                     | RFA          |
| Niebla y sol                        | Niebla y sol                  | José María Forqué                               | España       |
| Nacida ayer                         | Born Yesterday                | George Cukor                                    | EE. UU.      |
| Catorce horas                       | Fourteen Hours                | Henry Hathaway                                  | EE. UU.      |
| Diario de un cura rural             | Journal d'un curé de campagne | Robert Bresson                                  | Francia      |
| El río                              | Le fleuve                     | Jean Renoir                                     | Francia      |
| Ombre sul Canal Grande              | Ombre sul Canal Grande        | Glauco Pellegrini                               | Italia       |
| París, siempre París                | Parigi è sempre Parigi        | Luciano Emmer                                   | Italia       |
| Las dos Carlotas                    | 'Das doppelte Lottchen        | Charles Crichton                                | Reino Unido  |
| Oro en barras                       | The Lavender Hill Mob         | Josef von Báky                                  | RFA          |
| Otelo                               | Othello                       | Orson Welles                                    | Marruecos    |
| De dijk is dicht                    | De dijk is dicht              | Anton Koolhaas                                  | Países Bajos |
| No Resting Place                    | No Resting Place              | Paul Rotha                                      | Reino Unido  |
| Murder in the Cathedral             | Murder in the Cathedral       | George Hoellering                               | Reino Unido  |
| White Corridors                     | White Corridors               | Pat Jackson                                     | Reino Unido  |
| La nuit est mon royaume             | La nuit est mon royaume       | Georges Lacombe                                 | Francia      |
| Un tranvía llamado Deseo            | A Streetcar Named Desire      | Elia Kazan                                      | EE. UU.      |
| Teresa                              | Teresa                        | Fred Zinnemann                                  | EE. UU.      |

## Premios[4]
- León de Oro:
  - Rashomon de Akira Kurosawa
- Premio Especial del Jurado:
  - Un tranvía llamado Deseo de Elia Kazan
- Mejor película italiana:
  - La ciudad se defiende de Pietro Germi
- Copa Volpi al mejor actor: Jean Gabin por La nuit est mon royaume
- Copa Volpi a la mejor actriz: Vivien Leigh por Un tranvía llamado Deseo
- Premio Osella
  - Mejor guion original -  T. E. B. Clarke por Oro en barras
  - Mejor fotografía - Léonce-Henri Burel por Diario de un cura rural
  - Mejor banda sonora - Hugo Friedhofer por El gran carnaval
- Premio Internacional  
  - Diario de un cura rural de Robert Bresson
  - El río de Jean Renoir
  - El gran carnaval de Billy Wilder
- Premio OCIC 
  - Diario de un cura rural de Robert Bresson
- Premio de la Crítica Italiana 
  - 'Rashomon de Akira Kurosawa
  - Diario de un cura rural de Robert Bresson
- Premio Especial
  - Murder in the Cathedral de Peter Pendrey (Mejor diseño de producción)